# Chandragupta Maurya

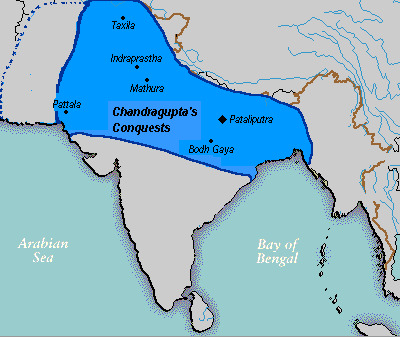
Maghada (het Mauryarijk) rond 300 v.Chr. onder Chandragupta.

Chandragupta Maurya (Sanskriet: चन्द्रगुप्त मौर्य; Grieks: Sandrocottus of Androcuttus; geboren rond 340 v.Chr., regeerde van 322 - 293 v.Chr.) was de stichter van het naar hem genoemde Mauryarijk en de eerste keizer die het grootste deel van het tegenwoordige India wist te verenigen.
Chandragupta's rijk strekte zich uit over Bengalen en de Indiase vlakte in het noorden en oosten, Afghanistan en Beloetsjistan in het westen, Kasjmir in het noorden en de Dekan in het zuiden.

## Afkomst en jeugd
In die tijd was Noord-India verdeeld over honderden kleinere en grotere koninkrijkjes. In het westen, de Indusvallei, Afghanistan en Beloetsjistan, lag het rijk van Alexander de Grote. De Indiase satrapieën werden na diens dood in 323 v.Chr. nog steeds bestuurd door door hem aangestelde gouverneurs. Deze diadochen waren in een jarenlange strijd gewikkeld om wie het grootste deel van het rijk kon innemen. Verder naar het oosten lag het Nanda-rijk, dat het huidige Bengalen en een deel van de Gangesvlakte besloeg.
Het is niet duidelijk waar Chandragupta vandaan kwam of wat zijn achtergrond was. Meestal wordt gedacht dat hij uit Magadha kwam, waar hij een onechte zoon was van een lokale heerser, misschien een lid van de Nandadynastie. Dit is in overeenstemming met oude Indiase teksten als de Vishnu Purana, waarin Chandragupta een zoon is van prins Maurya en een dienstmeid genaamd Mura.
Plutarchus meldt dat Chandragupta in zijn jeugd Alexander de Grote ontmoette. Als dit waar is moet de ontmoeting rond 326 v.Chr. hebben plaatsgevonden in de buurt van Taxila. In dat geval zou Chandragupta rond 340 v.Chr. geboren moeten zijn.
In de klassieke bronnen bevond Chandragupta zich aan het hof van de Nandakoning Dhana Nanda in Pataliputra (tegenwoordig Patna), waar hij de woede van de koning op zijn hals haalde en moest vluchten. Hij stelde een legertje samen van avonturiers en andere vijanden van de Nanda's. Hij werd hierbij geholpen door zijn adviseur Chanakya. Chandragupta sloot een verband met koning Parvatka in de Himalaya, deze koning wordt meestal geïdentificeerd als Poros. Met het aldus gevormde leger wist Chandragupta rond 320 v.Chr. Paliputra in te nemen, waarna hij afrekende met Dhana Nanda en zelf koning werd. Dit moet gebeurd zijn rond 322-321 v.Chr..

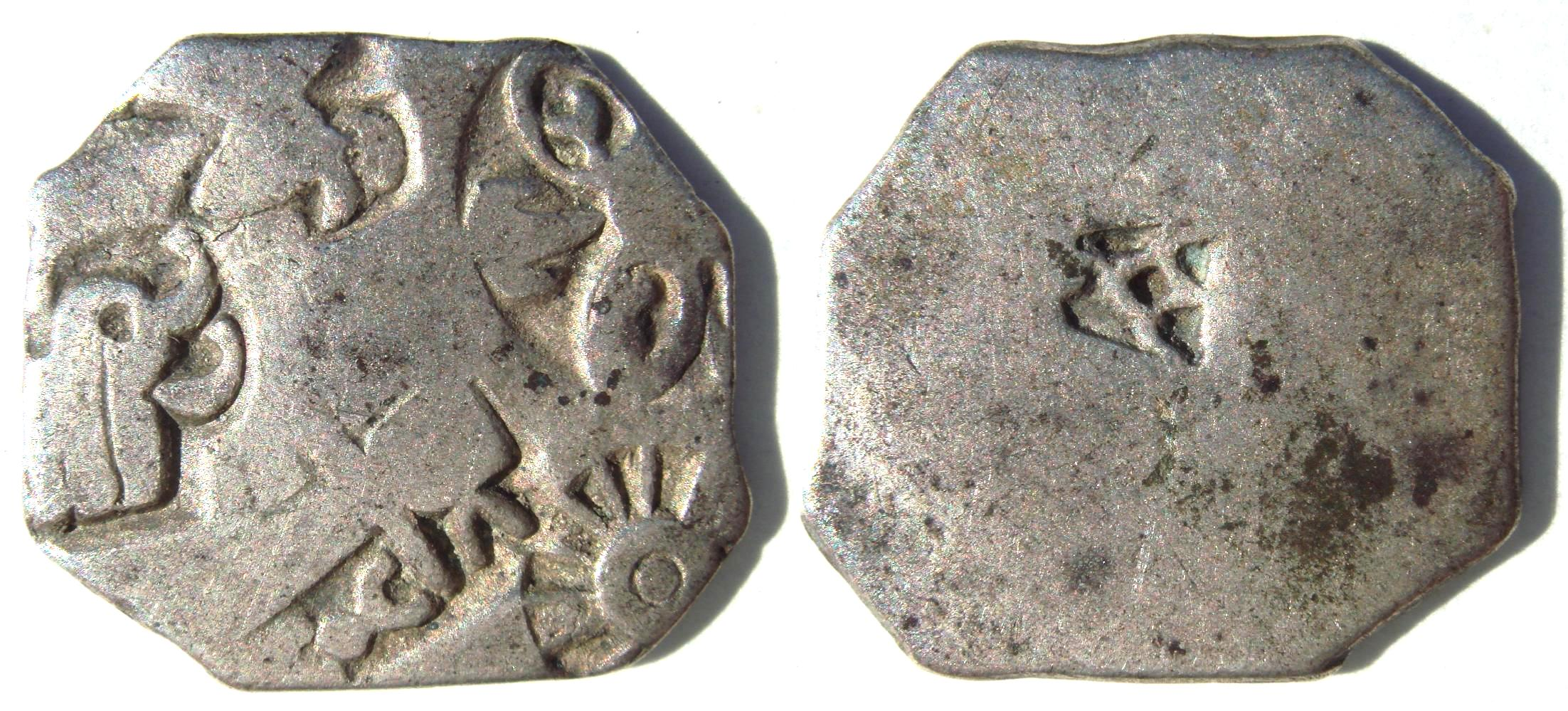
Zilveren muntstuk uit het Mauryarijk, waarop wielen en olifanten staan afgebeeld. 3e eeuw v.Chr..

## Stichting van het Maurya-rijk
Met de hulp van zijn adviseur Chanakya begon Chandragupta daarna zijn gebied uit te breiden, tot het heel Noord-India en een aantal aangrenzende gebieden zou bevatten. Hij maakte gebruik van de militaire structuur die de Nanda's hadden achtergelaten en richtte zijn aandacht nu op het westen. Hij beschikte permanent over een eigen regiment 'Indiase Amazonen', dat geheel uit vrouwelijke krijgers bestond, die enkel rechtstreeks aan zijn bevel gehoorzaamden, en hem steeds bij zijn veldtochten vergezelden. Na de dood van Porus in 317 v.Chr. en het vertrek van de Griekse satrapen Eudemus en Peithon in het volgende jaar lijfde hij de gebieden rond de Indus bij zijn rijk in. Twee andere Griekse gouverneurs werden in opdracht van Chandragupta vermoord. De Griekse satrapen waren gewikkeld in een machtsstrijd om wat over was van het rijk van Alexander de Grote en het kan zijn dat Chandragupta weinig moeite heeft moeten doen om hun gebieden te annexeren.
Chandragupta zette zijn veroveringen door naar de monding van de Indus en vervolgens naar het zuiden. Hij regeerde nu over een gebied van de Golf van Bengalen tot de Arabische Zee.
In 305 v.Chr. viel Seleucus I Nicator, de diadoch die inmiddels over een groot deel van Alexanders oude rijk heerste, India binnen. Dit resulteerde in de oorlog tussen Seleucus en Maurya. De strijd verliep echter slecht voor de Grieken en men besloot te onderhandelen. Dit leidde tot vrede tussen de Maurya- en Seleucidenrijken. Chandragupta trouwde een dochter van Seleucus en kreeg grote delen van Zuid-Afghanistan, Beloetsjistan en Gandhara toegewezen. Seleucus kreeg van Chandragupta 500 krijgsolifanten, die hem later van pas zouden komen in de slag bij Ipsus.
Seleucus zond zijn ambassadeur Megasthenes naar het hof van Chandragupta in Pataliputra. Seleucus en Chandragupta stuurden elkaar later regelmatig cadeaus om hun vriendschap te uiten.

## Jaïnisme en dood
Tegen het einde van zijn leven gaf Chandragupta zijn troon op ten gunste van zijn zoon Bindusara. Hij was een volgeling van de jaïnistische goeroe Bhadrabahu Swami geworden en bracht zijn laatste jaren in Shravanabelagola (Karnataka) door met mediteren en vasten. Een klein tempeltje staat tegenwoordig op de plek waar hij volgens de overlevering gestorven is.
Ashoka, een volgende legendarische keizer van het Indische rijk, was zijn kleinzoon.